# Улица Антоновича (Львов)
У́лица Антоно́вича — улица во Франковском районе Львова (Украина). Соединяет улицы Бандеры и Кульпарковскую.
Улица застроена зданиями в стиле классицизм, модерн, конструктивизм, сталинизм, советский конструктивизм 1960—1970-х.
Движение по улице одностороннее, в сторону центра города; в противоположном направлении движение происходит по параллельной улице — Тургенева. По улице Антоновича в советский период были проложены троллейбусные линии, проходят маршруты № 2, 9, 10.

## Названия
- С 1863 — Огродницкая,
- 1871—1927 — Садоводческая,
- 1927—1941 — Задвужанская,
- 1941—1944 — Людендорфштрассе, в честь немецкого военачальника Эриха Людендорфа,
- 1944—1946 — Задвужанская,
- 1946—1961 — Сталинградская,
- 1961—1983 — Волгоградская,
- 1983—1992 — Сталинградской битвы,
- С 1992 года — улица Антоновича, в честь украинского историка Владимира Антоновича.

## Примечательные здания
- № 14 во время нахождения города в составе Польши фабрика металлических изделий «Гном» и фабрика игрушек «Металлит».
- № 16 при СССР детский дом № 5, позже — Педагогический колледж Львовского национального университета.
- № 20 при польской власти — издательский союз «Святослав».
- № 31 при польской власти — производство геодезических инструментов Яна Буяка, ныне производство метизов.
- № 37 при польской власти — производство ковровых дорожек.
- № 39 при польской власти — производство кожи, с советского времени — школа.
- № 47 при польской власти — профсоюз машинистов железной дороги, при СССР — Дом пионеров Львовской железной дороги и школа художественного воспитания детей, при Украине — Центр детского творчества «Радуга».
- № 66 и № 68 при польской власти — женская гимназия имени Жолкевского, с советского времени в доме № 66 размещается спортивный клуб по стрельбе из лука, а дом № 68 — жилой.
- № 70 при польской власти — женская ткацко-галантерейная профессиональная школа и пекарня, при СССР — железнодорожная средняя школа № 6, ныне — Детско-юношеская техническая школа и юридический факультет Львовского института бизнеса и права.
- № 90 здание советского периода, занимает научно-исследовательский институт «Эротрон».
- № 117 с советского времени Государственный дом ребенка № 2 города Львова.
- № 130а, консульство Чехии.
- № 140 при СССР профессионально-техническое училище завода «Кинескоп», а после разорения предприятия в годы независимости Украины — кафе.